# St. Leonhard (Hilfarth)

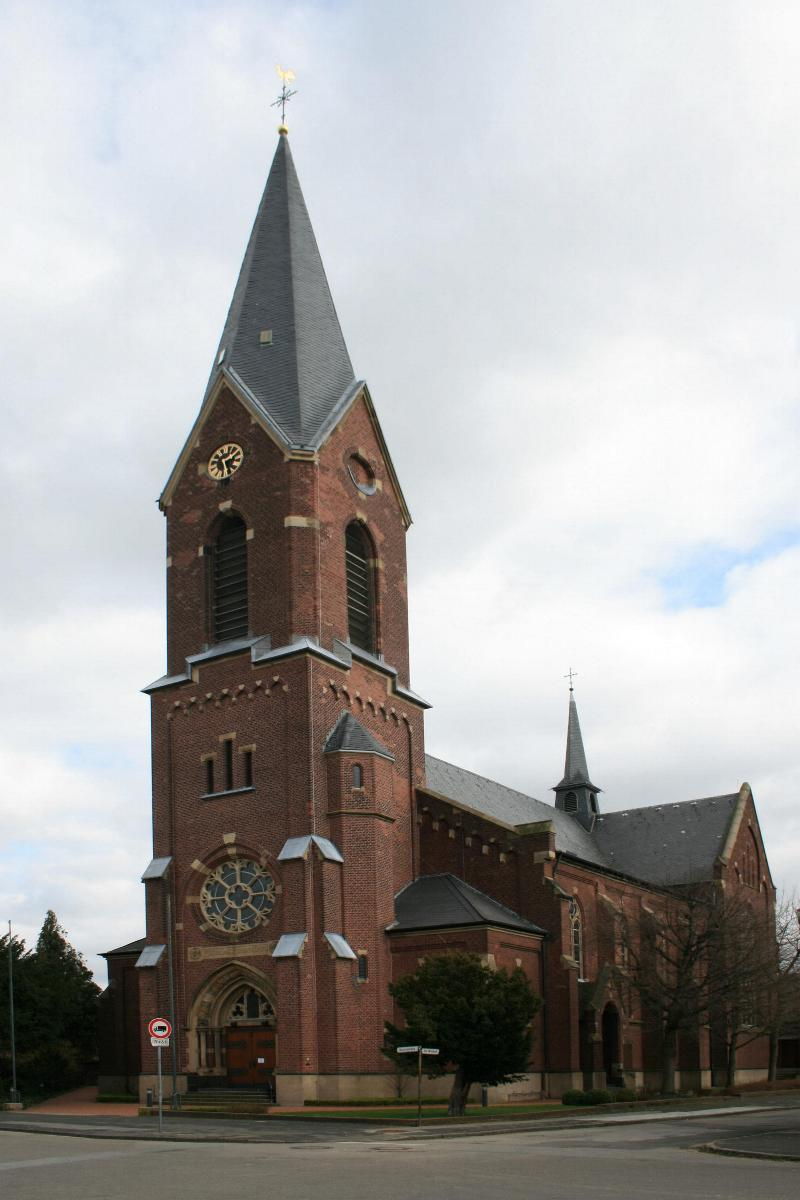
St. Leonhard in Hilfarth

St. Leonhard ist die römisch-katholische Pfarrkirche des Hückelhovener Stadtteils Hilfarth im Kreis Heinsberg in Nordrhein-Westfalen.
Die Kirche ist dem als Heiliger verehrten Leonhard von Limoges geweiht und unter Nummer 14 in die Liste der Baudenkmäler in Hückelhoven eingetragen.

## Lage
Das Kirchengebäude befindet sich am östlichen Ortsrand von Hilfarth an der Ecke Im Winkel / Brückstraße.

## Geschichte
Hilfarth gehörte kirchlicherseits ursprünglich zur Pfarre Brachelen und verfügte zunächst über kein eigenes Gotteshaus. Als im 15. Jahrhundert im Ort ein Franziskanerinnenkloster gegründet wurde, erbaute man zugleich eine Klosterkirche, welche auch für die Gläubigen des Ortes zugänglich war. 1802 wurde das Kloster während der Franzosenzeit aufgehoben und die Franziskanerinnen vertrieben. Die ehemalige Klosterkirche wurde zur Pfarrkirche erhoben und Hilfarth somit von Brachelen abgetrennt und eigenständige Pfarrei.

## Baugeschichte
Die im 15. Jahrhundert erbaute Klosterkirche der Franziskanerinnen brannte Mitte des 17. Jahrhunderts ab und wurde 1641 erneuert. Da die Klosterkirche 1802 zur Pfarrkirche des Ortes bestimmt worden war, entging sie der Zerstörung. Eine Erweiterung des Bauwerks erfolgte 1850.
Rund 50 Jahre später wurde die Kirche endgültig zu klein für die angewachsene Zahl der Pfarrangehörigen. Da die bisherige Kirche auf einem recht ungünstigen Platz stand und ein Neubau an diesem Ort nicht möglich war, wurde ein Neubau an anderer Stelle beschlossen. 1905 wurde mit dem Bau der heutigen Pfarrkirche begonnen, die Pläne fertigte der Aachener Baurat Heinrich Gottfried Daniels an. 1906 war die neue Kirche bereits fertiggestellt. Der erste Gottesdienst fand im November 1906 statt. Die feierliche Kirchweihe fand am 1. Juni 1911 statt. Die alte Kirche blieb zunächst stehen, wurde aber nicht mehr für Gottesdienste genutzt. Sie wurde erst 1968 abgerissen.
Im Zweiten Weltkrieg wurde die Kirche 1945 beschädigt, ab 1948 konnte aber wieder Gottesdienst gehalten werden.
Zwischen 1987 und 1988 erfolgte eine umfassende Renovierung des Bauwerks, bei der im Innern die ursprünglichen Malereien wieder freigelegt wurden.

## Baubeschreibung
St. Leonhard ist eine dreischiffige Hallenkirche im Baustil der Neugotik. Der Glockenturm im Westen ist dem Schiff vorgebaut, viergeschossig und besitzt ein achtseitiges Rhombendach. An den Turm schließt sich das vierjochige und dreischiffige Langhaus an. Dahinter befindet sich ein nur leicht vorspringendes Querschiff, an das sich im Osten der zweijochige und dreiseitig geschlossene Chor anfügt. Das Innere wird von Kreuzrippengewölben überspannt, nur in der Vierung befindet sich ein Sterngewölbe. Den Gläubigen stehen 500 Sitzplätze zur Verfügung.

## Ausstattung
Von der ursprünglichen Ausstattung hat sich noch einiges erhalten. Besonders hervorzuheben ist die erhaltene Ausmalung von 1914, die der Kirchenmaler Heinrich Holtmann aus Kevelaer, er war ein Schüler von Friedrich Stummel, anbrachte. Sie wurde aufgrund des Zeitgeschmacks nach dem Krieg übertüncht, aber 1987/88 wieder freigelegt und restauriert. Weiterhin haben sich der Taufstein aus Marmor, das hölzerne neugotische Chorgestühl im Chor, ein neugotischer Beichtstuhl, sowie die Kirchenbänke aus der Erbauungszeit erhalten. Aus der Vorgängerkirche stammen die Figuren Madonna mit Kind aus dem 15. Jahrhundert und der hl. Leonhard aus dem 15./16. Jahrhundert. Der neugotische Hochaltar stand ursprünglich in der Kirche St. Adelgundis in Arsbeck und wurde hier im Zuge der Renovierungen in den 1980er Jahren aufgestellt.
Die Orgel ist ein Werk der Bonner Firma Johannes Klais Orgelbau (Opus 1058) von 1953. Das Instrument hat 20 Register auf einer elektrischen Traktur. Die Buntglasfenster im Langhaus sind Werke von Peter Thomas von 1976/77, die Fenster im Chor entwarf Wilhelm de Graaff 1961 und die Fenster des Querschiffs schuf Ernst Jansen-Winkeln 1978.

## Glocken
| Nr. | Name               | Gussjahr | Gießer                         | Durchmesser (mm) | Gewicht (kg, ca.) | Schlagton (HT-1/16) |
| --- | ------------------ | -------- | ------------------------------ | ---------------- | ----------------- | ------------------- |
| 1   | Gedächtnisglocke   | 1958     | Fa. Otto, Bremen - Hemelingen  | 1250             | 1600              | e1                  |
| 2   | Bartholomäusglocke | 1715     | Henios Reichel, Cosmichin Neis | -                | -                 | g1                  |
| 3   | -                  | 1893     | Carl Edelbrock                 | -                | -                 | a1                  |

Hilfarth hat mit den drei Bronzeglocken ein, für den Turm, verhältnismäßig kleines Geläut. Die beiden historischen Glocken wurden nach dem Krieg in den Turm zurückgebracht. Die große Glocke wurde im Jahr 1958 durch die Glockengießerei Otto aus Bremen-Hemelingen dazu gegossen. Vor dem Krieg hingen vier Glocken im Turm, welche aber nicht von der Gießerei Otto, Bremen-Hemelingen gegossen worden, sondern von den Glockengießern Petit & Gebr. Edelbrock. Sie erklangen im Idealquartett (cis¹ e¹ fis¹ a¹).
Das historische Uhrwerk steht in der Turmkammer ist jedoch außer Betrieb. Es wurde 1906 von der Firma Ulrich/Weule in Bockenem gebaut.
Im Dachreiter hängt keine Glocke.

## Pfarrer
Folgende Priester waren bislang Pfarrer der Pfarrgemeinde St. Leonhard:
- 1803–1837: Paul Ingermann
- 1925–1953: Christian Woebel
- 1953–1982: Johannes Heidenthal
- 1982–1987: Heinrich Fimmers
- 1987–1988: Dieter Wintz
- 2000–2014: José Kallupilankal
- 2014–2016: Winfried Müller (Pfarradministrator)
- 2016–2018: Georg Kaufmann
- Seit 2019: P. Anton Steinberger OSFS